# Felix de Mûelenaere
Felix Amandus de Mûelenaere (Pittem, 9 april 1793 – aldaar, 5 augustus 1862) was een Belgisch unionistisch politicus.

## Persoonlijke gegevens
Felix de Mûelenaere was de zoon van Grégoire de Mûelenaere (1749-1800) en Marie-Françoise Van Outryve (1766-1835). Hij trouwde in 1827 met Reine-Jeanne de Knuyt (1808-1861).
Op 15 april 1836 verkreeg de Mûelenaere de titel van pauselijke graaf, onderscheiding die geen rechtskracht had in België. Op 19 mei 1836 werd echter het diploma gehomologeerd in België en werd hij in de adelstand opgenomen met de titel graaf. Zijn wapenspreuk luidde In hoc signo vincet.

## Onder het Verenigd Koninkrijk der Nederlanden
De Mûelenaere volbracht zijn middelbare studies aan het Klein Seminarie van Roeselare. Vanaf 1811 studeerde hij rechten aan de École de Droit in Brussel en behaalde zijn einddiploma in 1815. Hij schreef zich in aan de Balie van Brugge, maar in 1816 stapte hij over naar de magistratuur. Hij werd eerst substituut, in 1822 hoofd van het parket en in 1824 procureur des Konings, een functie die hij tot aan de Belgische Revolutie zou uitoefenen.
Lidmaatschap van de magistratuur belette niet dat hij in 1824 tot lid van de Tweede Kamer van het Verenigd Koninkrijk der Nederlanden werd verkozen, een functie die hij tot in juni 1829 zou uitoefenen. In de Hoge Vergadering gedroeg hij zich de eerste paar jaar als een trouwe aanhanger van de koning en de regering. Weldra zou hierin evolutie komen. In 1826 bekritiseerde hij sommige heffingen en stemde tegen de begroting. De regering wenste onmiddellijk dat hij zou verwijderd worden uit de Tweede Kamer en stelde hem een functie voor in Batavia. Na enige aarzeling ging hij er niet op in.
In december 1828 verleende hij zijn steun aan het voorstel van Charles de Brouckère over de persvrijheid. Op 5 maart 1829 vestigde hij de bijzondere aandacht van Willem I op de talrijke petities die in de Zuidelijke Provincies circuleerden en de vrijheden eisten die in de Grondwet waren beloofd. Op 14 mei 1829 stemde hij opnieuw tegen de begroting.
Dit alles zinde de regering niet en de gouverneur kreeg opdracht er voor te zorgen dat de Provinciale Staten De Mûelenaere bij de verkiezingen van 1829 niet meer zouden herkiezen. Onmiddellijk werd hij als een martelaar van het regime geëerd en werd hem tijdens een "Constitutioneel Banket" hulde gebracht. Niettemin bleef hij als procureur des Konings een trouwe dienaar van het gezag. Toen in december 1829 minister Van Maanen de instemming vroeg van de procureurs met de boodschap van de koning waarin de overdrijvingen in de pers werden aan de kaak gesteld, antwoordde De Mûelenaere dat hij geheel beschikbaar was om resoluut de lijn van de regering te volgen.

## Onder het Belgisch Koninkrijk
Na de Belgische onafhankelijkheid trad De Mûelenaere op het voorplan. Hij werd in oktober 1830 door het Voorlopig Bewind aangesteld tot voorlopige commissaris voor West-Vlaanderen, in een triumviraat samen met Isidore Jullien en Charles Herwyn. Op 21 december van dat jaar werd hij officieel tot gouverneur benoemd. Hij zou deze functie ononderbroken uitoefenen tot aan zijn ontslag in 1849. Dat hij ondertussen ook op nationaal niveau ambten bekleedde, was hiervoor geen beletsel.
Ondertussen was hij op 3 november verkozen tot lid van het Nationaal Congres dat de Grondwet moest opstellen en over een staatsvorm en een staatshoofd moest beslissen. In de eerste twee maanden was De Mûelenaere behoorlijk actief, kwam herhaaldelijk tussen in de debatten en stemde voor de onafhankelijkheid en voor de eeuwigdurende uitsluiting van de Nassaus. Maar vanaf 1 januari, na zijn benoeming tot gouverneur, verscheen hij nog nauwelijks op de vergaderingen van het Congres, hetgeen trouwens danig op de zenuwen werkte van de meer ijverige leden. Pas tijdens de laatste weken kwam hij weer opdagen en stemde hij mee in de verkiezing voor Leopold van Saksen Coburg als staatshoofd en voor de goedkeuring van het Verdrag der XVIII Artikelen. De Mûelenaere behoorde tot de delegatie die in Londen de Belgische kroon aan de Saksisch-Britse prins ging aanbieden. Onmiddellijk klikte het tussen beide heren en een jarenlange vertrouwvolle samenwerking was er het gevolg van.
Het was na de terugkeer van de Londense reis dat hij, samen met een paar andere vooraanstaande congresleden erin slaagde om een meerderheid van het Congres te doen instemmen met het Verdrag der XVIII Artikelen, voorwaarde gesteld door de Mogendheden voor de erkenning van de Belgische onafhankelijkheid, maar ook door Leopold voor de aanvaarding van de troon. Nadat de nieuwe koning op 21 juli 1831 was geïntroniseerd en de eed had afgelegd, belastte hij De Mûelenaere met de samenstelling van een regering. In deze uit zes leden bestaande regering-De Mûelenaere nam hij voor zichzelf de post van Buitenlandse Zaken (zie: Lijst van Belgische ministers van Buitenlandse Zaken).
Ondertussen was het Nationaal Congres ontbonden en werd op 29 augustus het eerste Belgische parlement (Kamer van volksvertegenwoordigers en Senaat) verkozen. De Mûelenaere werd tot volksvertegenwoordiger verkozen voor Kortrijk. Hij zou dit mandaat bestendig bekleden, tot hij in mei 1848 ontslag nam als gevolg van de wet op de onverenigbaarheid.
Op 13 november 1831 werd Felix de Mûelenaere ook benoemd tot minister van Staat, een eretitel die de koning hem verleende nadat hij erin geslaagd was het Verdrag der XXIV Artikelen door het parlement te doen goedkeuren. Op 17 september 1832 trad zijn regering af. Van augustus 1834 tot december 1836 was hij opnieuw minister van Buitenlandse Zaken in de regering-De Theux de Meylandt I. Op 13 april 1841 werd hij opnieuw minister van Buitenlandse Zaken in de regering-De Mûelenaere-Nothomb, maar bleef dit slechts tot 5 augustus. Hij bleef wel in de regering als minister zonder portefeuille, en dit tot augustus 1847 opeenvolgend in de regering-De Mûelenaere-Nothomb, de regering-Nothomb, de regering-Van de Weyer en de regering-De Theux de Meylandt II.
Nadat hij in 1848 ontslag had genomen als volksvertegenwoordiger en in 1849 als gouverneur, liet hij zich in 1850 opnieuw tot volksvertegenwoordiger verkiezen in het arrondissement Tielt en bleef dit tot aan zijn dood.

## Schrijfwijze
De afstammelingen van André de Mûelnaere uit Koolskamp schreven hun naam op diverse manieren: de Muelenaere, de Meulenaere enz. Felix stamde af van een tak die vanaf het begin van de 18de eeuw en tot op vandaag de naam als de Mûelenaere schrijft.

## Eretekens
- België: Minister van Staat
- België: Grootlint in de Leopoldsorde
- Nederland: Ridder Grootkruis Orde van de Nederlandse Leeuw
- Frankrijk: Groot Officier Legioen van Eer
- Denemarken: Ridder-grootkruis in de Orde van de Dannebrog
- Brazilië:Orde van het Zuiderkruis Brazilië
- Spanje:Grootkruis Orde van Karel III
- Hertogelijke Huisorde Saksen
- Portugal:Orde van Onze Lieve Vrouwe van Villa Viçosa